# 사할린 철도
사할린 철도(~鐵道, 러시아어: Сахалинская железная дорога)는 사할린섬에 있는 철도이다. 사할린 철도의 첫 노선은 일본이 1905년부터 40년간 북위 50도 이남의 사할린(남사할린)을 영유하던 시대에 처음 지어졌다.
가라후토(남사할린)를 지배했던 일본의 영향으로 과거에는 1067 mm 협궤(케이프 궤간)였으나, 2003년부터 2019년까지 개궤작업이 진행되었다. 2019년에는 1520 mm 광궤(러시아 궤간) 열차가 사할린에서 운행되기 시작했으며, 개궤 작업은 2020년 7월 31일에 전부 완료되었다.
1911년 토요하라(豊原: 현 유즈노사할린스크)에서 사카에하마(榮浜: 현 스타로둡스코예) 사이의 53.9km가 건설되었다. 1918년부터 3년간 남부 사할린 서해안의 도시들인 혼토(本斗: 현 네벨스크), 마오카(真岡: 현 홀름스크), 노다(野田: 현 체호프), 토마리오루(泊居: 현 토마리)가 철도로 연결되었다. 당시 일본의 철도노선은 1944년까지 서부의 나이호로(內幌: 현 고르노자보츠크)에서 토마리오루 간, 동부의 오토마리(大泊: 현 코르사코프)에서 코톤(古屯: 현 포베디노)까지가 건설되었다. 이들 협궤노선의 총연장은 700km였다.
제2차 세계대전 이후 소비에트 연방이 사할린 전체를 점유하면서 전체 사할린섬의 철도 노선이 연결되었다. 1992년의 사할린 철도망은 1,072km였다. 1992년~2010년 사이에는 극동철도국에서 독립하여 사할린철도국으로 편제되기도 했었다.

## 노선
사할린 철도는 크게 세 개의 노선으로 구성되어 있다.
- 코르사코프-노글리키선(653 km) - 사할린섬 동부를 지난다. 코르사코프 - 유즈노사할린스크 - 포베디노 - 노글리키
- 샤흐타-일린스크선(189 km) - 사할린섬 서부를 지난다. 고르노자보츠크 - 네벨스크 - 일린스크
- 일린스크-아르센티욥카선(29 km) - 소련령이 된 1971년에 개통했다.

## 본토와의 연결
스탈린 시대에 타타르 해협을 건너 러시아 본토와 연결하는 방안이 계획되기도 했다. 1973년 이후 본토 사이에 바니노-홀름스크 철도연락선이 운항되고 있다. 
일부 정치가들은 러시아 본토와 사할린 사이의 터널 혹은 다리를 놓는 것에 찬성하나, 비용 문제가 지적된다. 러시아의 드미트리 메드베데프 전 대통령은 2008년 11월에 이러한 사할린 터널 계획에 찬성을 표했으며, 2030년경에 완성되는 것을 제안했다. 2013년 2월 러시아 정부는 본토와 사할린 간 연계수단에 대한 계획을 발표, 2012-2015 연방교통계획에 포함시켰다. 다리로 건설하며 사할린 철도를 콤소몰스크나아무레에서 바이칼-아무르 철도와 연결하는 방안이다 러시아 본토의 광궤 열차가 사할린에서도 달릴 수 있도록 사할린 철도의 궤간을 개조하는 작업이 진행 중이며,  이 작업은 2017년경 완성될 것으로 예상되었으나, 2020년에 완료되었다.
라페루즈 해협을 연결하여 일본 홋카이도와 연결하는 사할린-홋카이도 터널 구상도 있다.

## 같이 보기
- 대차 교환
- 바니노-홀름스크 철도연락선
- 사할린 터널
- 사할린-홋카이도 터널

## 참조
1. ↑  International Railway Journal - Sakhalin rail link too expensive
2. ↑  “Russian President wants to connect Sakhalin with the Mainland (Russian)”. Prima Media. 2008년 11월 19일.
3. ↑  International Railway Journal - Russia plans rail link to Sakhalin island
4. ↑  “Railway a Gauge of Sakhalin's Future”. 《The Moscow Times》. 2008년 7월 7일. 2012년 9월 9일에 원본 문서에서 보존된 문서. 2010년 6월 17일에 확인함.
5. ↑  International Railway Journal - Russia plans rail link to Sakhalin island